# Galium maximowiczii
Galium maximowiczii là một loài thực vật có hoa trong họ Thiến thảo. Loài này được (Kom.) Pobed. mô tả khoa học đầu tiên năm 1970.